# 아비앙카 엘살바도르
아비앙카 엘살바도르(영어: Avianca El Salvador)는 엘살바도르의 항공 회사이자 중앙아메리카의 최대 항공사로 허브 공항은 코말라파 국제공항, 후안 산타마리아 국제공항, 호르헤차베스 국제공항이 있다.

## 역사
1931년 TACA 항공(영어: TACA Airlines)으로 설립되었다. 중앙아메리카 5개 항공사, 남아메리카 1개 항공사로 구성되어 있다. 중앙아메리카에서 시작해 북아메리카, 카리브해로 취항지를 확대했으며 현재 22개국 50여 개 지역에 취항하고 있다. TACA는 아메리카 대륙 항공 운송(스페인어: Transportes Aereos del Continente Americano)의 앞글자를 딴 것이다. 본사는 엘살바도르의 산살바도르에 위치해 있다. 타카 그룹에 속한 항공사는 엘살바도르의 TACA 국제항공(영어: TACA International), 과테말라의 아비아테카 항공(영어: Aviateca), 코스타리카의 LACSA 항공, 온두라스의 이슬레나 항공(영어: Islena Airlines), 니카라과의 NICA 항공, 페루의 TACA 페루(영어: TACA Peru)가 있다. 2009년 영국의 항공 전문 평가 기관인 스카이트랙스(영어: Skytrax)에 의해 중앙아메리카, 멕시코, 카리브해 지역 최고 항공사로 선정되었다. 2010년에 콜롬비아의 항공사인 아비앙카 항공에 인수되어 자회사에 편입된데 이어 2012년에 항공 동맹인 스타 얼라이언스에 가입했다. 2013년에 콜롬비아의 국영 항공사인 아비앙카 항공과 합병이 되면서 현재의 사명으로 변경되었다.

## 운항 노선
- 2012년 7월 기준으로 아비앙카 엘살바도르는 다음과 같은 노선을 운항하고 있다.

## 보유 기종
- 2012년 7월 기준으로 아비앙카 엘살바도르는 다음과 같은 기종을 보유하고 있으며 평균 기령은 5.5년이다.[5][6][7]

## 사건 및 사고
- TACA 항공 390편